# 梶山武雅
梶山 武雅（かじやま むが、2000年6月27日 - ）は日本の俳優。東京都出身。オスカープロモーション所属。

## 人物
- 趣味はゲーム、都市伝説、パワーストーン集め[2]、スケボー、ラーメン巡り。
- 特技はサッカー[3]

## 出演

### 舞台
- 舞台『青春歌闘劇バトリズム VOID』（2020年8月12日 - 16日） - ヒトシ 役[4]
- 舞台『新春歌闘劇バトリズム The LIVE』（2022年1月2日 - 3日） - ヒトシ 役[5]
- ミュージカル『テニスの王子様』4thシーズン（2024年 - ） - 柳蓮二 役
  - 青学vs立海（2024年1月13日 - 21日、TACHIKAWA STAGE GARDEN / 1月26日 - 2月3日、オリックス劇場 / 2月9日 - 11日、土岐市文化プラザ サンホール / 2月23日 - 3月2日、日本青年館ホール）[6]
  - Dream Live 2024 ～Memorial Match～（2024年5月25日 - 26日、神戸ワールド記念ホール / 5月31日 - 6月2日、有明アリーナ）[7]　
  - 青学vs比嘉（2025年1月11日 - 19日、日本青年館ホール / 1月25日 - 2月2日、梅田芸術劇場 メインホール / 2月8日 - 15日、TACHIKAWA STAGE GARDEN）[8]
- NLTプロデュースコント公演『天使のように微笑んで財布なくしてガム踏んで』（2024年8月28日 - 9月1日、博品館劇場）[9]
- OFFICE SHIKA CHILDHOOD『クマのプーとアクマのゾゾ』（2025年4月10日 - 20日、座・高円寺1）[10]
- 劇団『ハイキュー!!』中国ツアー（2025年8月16日 - 9月30日〈予定〉、前灘 31 文化演藝中心大劇場 他） - 花巻貴⼤ 役[11]

### 映画
- 君は放課後インソムニア（2023年6月23日公開）

### テレビ番組
- あにレコTV
  - 『#愚かな天使は悪魔と踊る』特集！／ミュージカル『#テニスの王子様』4thシーズン 青学vs立海 特集！（2024年1月15日）

### MV
- Rin音『Blue Diary』（2022年）[12]

### イベント
- 梶山武雅オンラインお話し会（2024年3月23日）
- 一期の会（2024年4月14日、中野セントラルパークカンファレンス）-第1部ゲスト出演

### その他
- 関西・WEBパビリオン「KANSAI GATEWAY エリア特集 with tabibito」【福井県】[13]